# Guillaume Rouillé

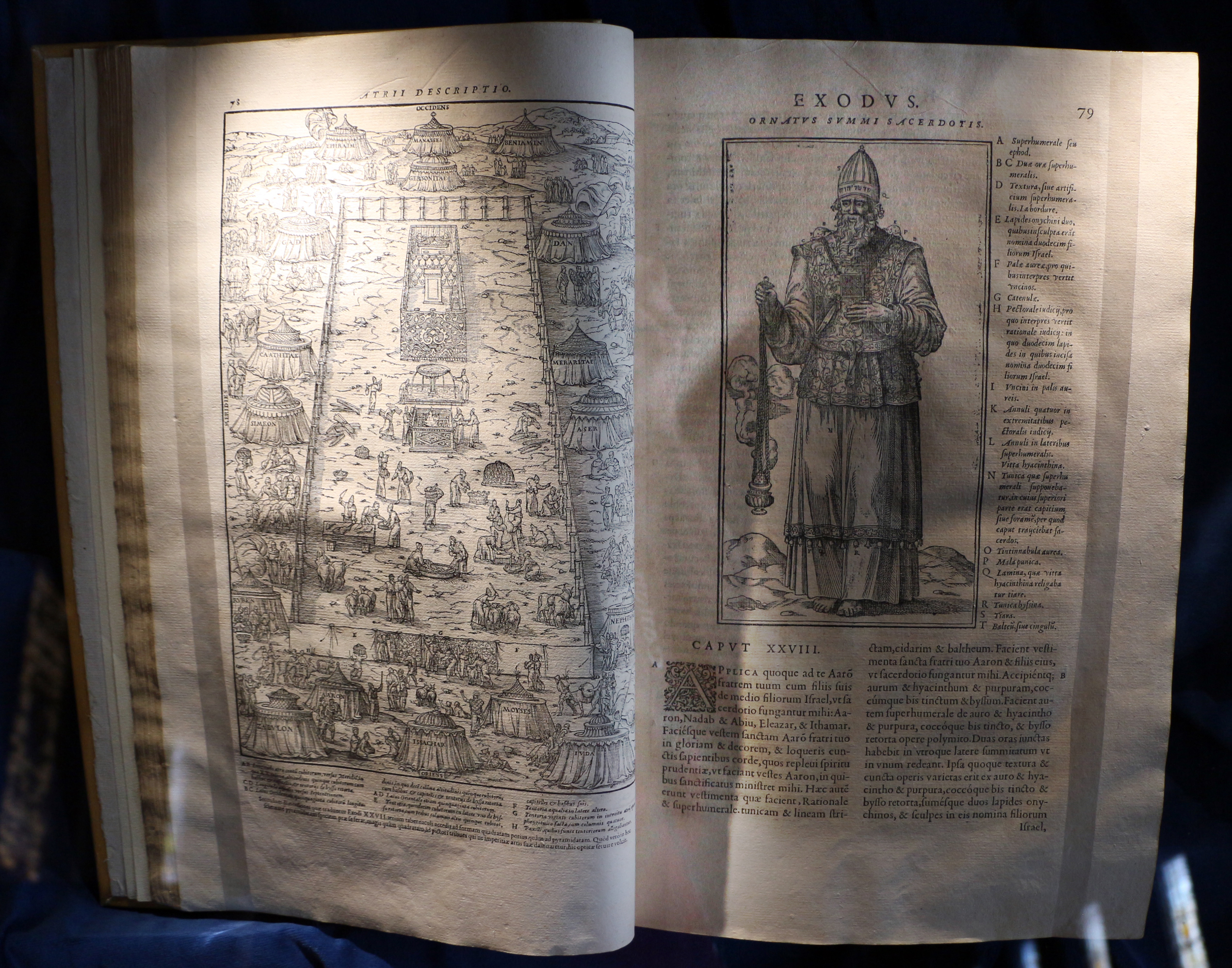
Biblia vulgata tipărită de Guillaume Rouillé în 1566

Guillaume Rouillé, latină: Rovillium (n. cca. 1518 — d. 1589), a fost unul dintre cei mai proeminenți tipografi umaniști din Lyon din secolul al XVI-lea.
În 1553, Guillaume Rouillé a publicat o colecție de portrete a diferite personaje din antichitate, reunite sub titlul Promptuarii iconum insigniorum à seculo hominum, subiectis eorum vitis, per compendium ex probatissimis autoribus desumptis.
Această culegere iconografică conține 820 de portrete sub formă de medalie, însoțite de un text în limba latină, realizate în xilogravură de Georges Reverdy. Portretele reprezintă personalități biblice și istorice, începând cu Adam și terminându-se cu Jeanne d'Albret (1553). Culegerea este valoroasă mai ales datorită fidelității portretelor contemporanilor săi. Cel mai elaborat portret este al „Madame Marguerite, sœur unique du Roy”, adică Margareta, Ducesă de Savoia sora unică a regelui Henric al II-lea al Franței, căruia îi e dedicată lucrarea.